# Erve Kots
Das Museum Erve Kots ist ein kleines Freilichtmuseum mit Pfannkuchenrestaurant, Konferenzzentrum und Brauerei in Lievelde (Gemeinde Oost Gelre), Provinz Gelderland, Niederlande. 

## Geschichte
Ursprünglich war Erve Kots ein Gasthaus. Zu der Zeit des Achtzigjährigen Krieges gegen Spanien hatte Prinz Friedrich Heinrich von Oranien bei der Belagerung von Groenlo hier sein Hauptquartier. Das Gasthaus, später Bauernhaus, wurde von der Familie Henry Vomit bis 1936 bewohnt bzw. betrieben. Ein Modell der Gräben, die bei der Belagerung um Groenlo herum entstanden, findet sich im neuen Museumsgebäude.

## Beschreibung
Das Museum zeigt das Leben von Bauernfamilien mit Bediensteten und Tieren aus der Region Achterhoek. Dabei wird sowohl die Arbeit mit den Haustieren als auch die häusliche Textilarbeit der Bäuerin dargestellt. Zu sehen sind mehrere mit originalen Gerätschaften eingerichtete Bauernhöfe und eine Mühle. Des Weiteren gibt es ein mit Dampfmaschinen betriebenes Sägewerk, das als Museumsanlage in Stand gehalten wird. Zum Gesamtkomplex gehört auch ein Gasthaus, eine Ölmühle und eine kleine Brauerei.

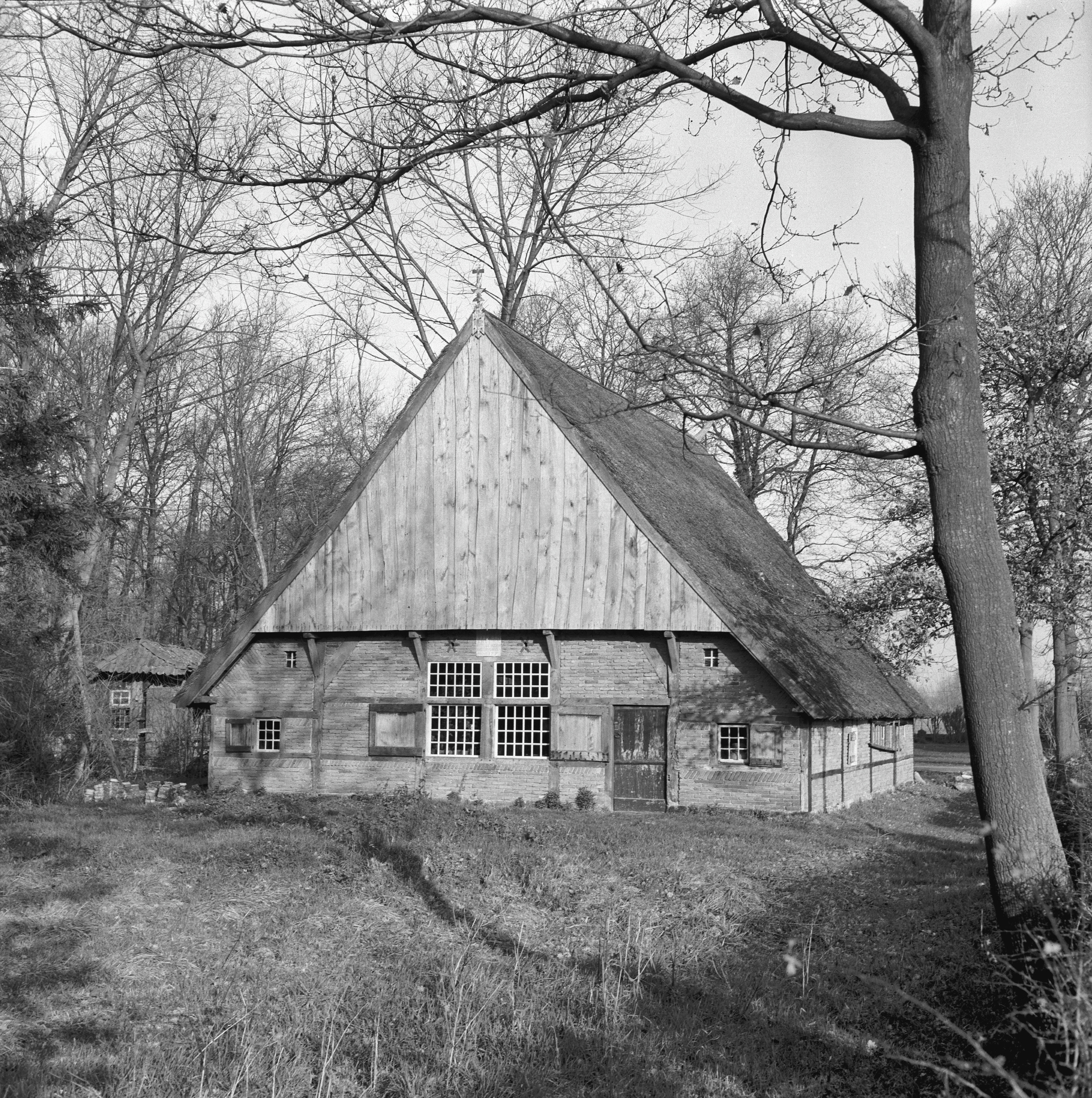
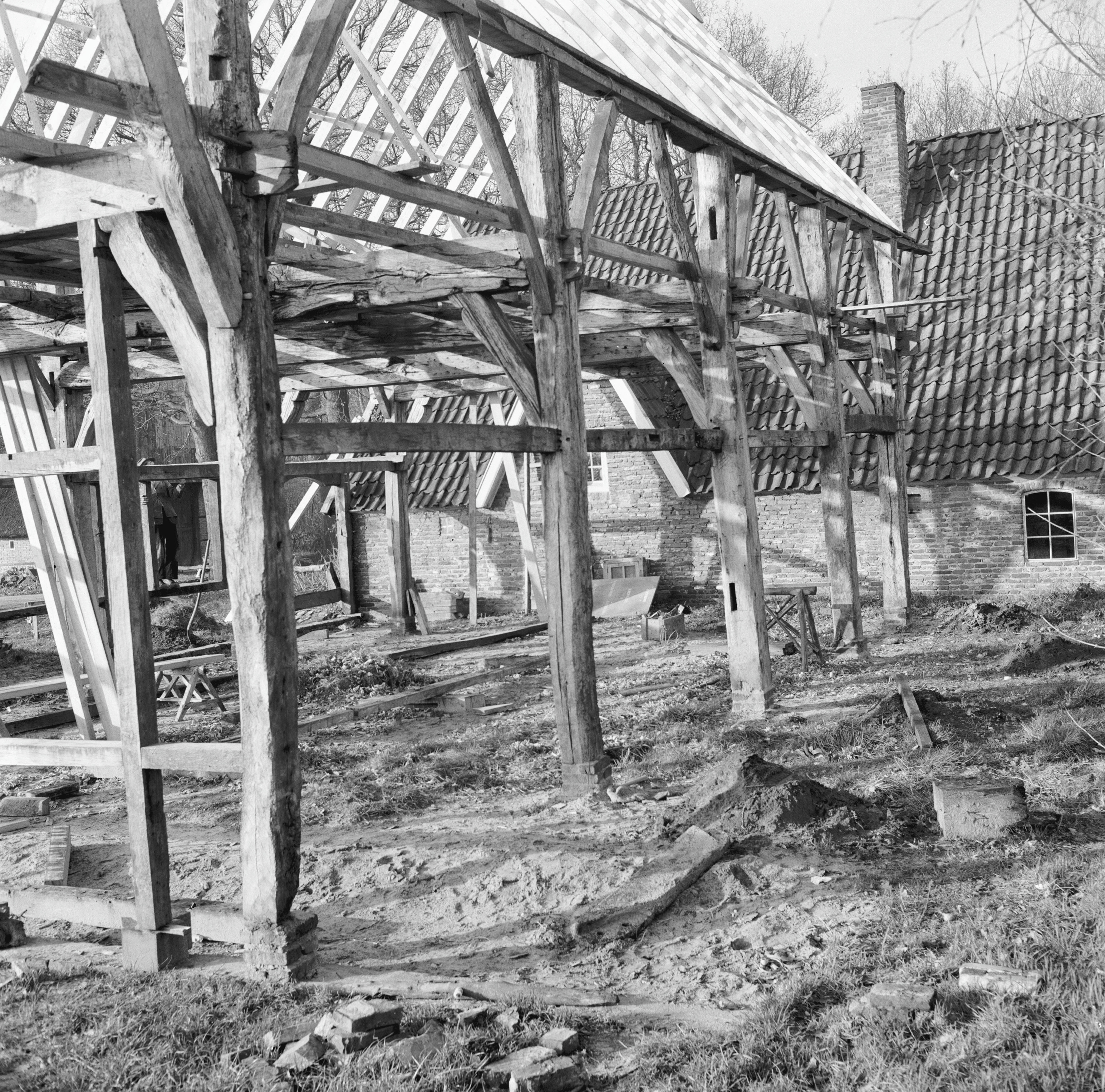
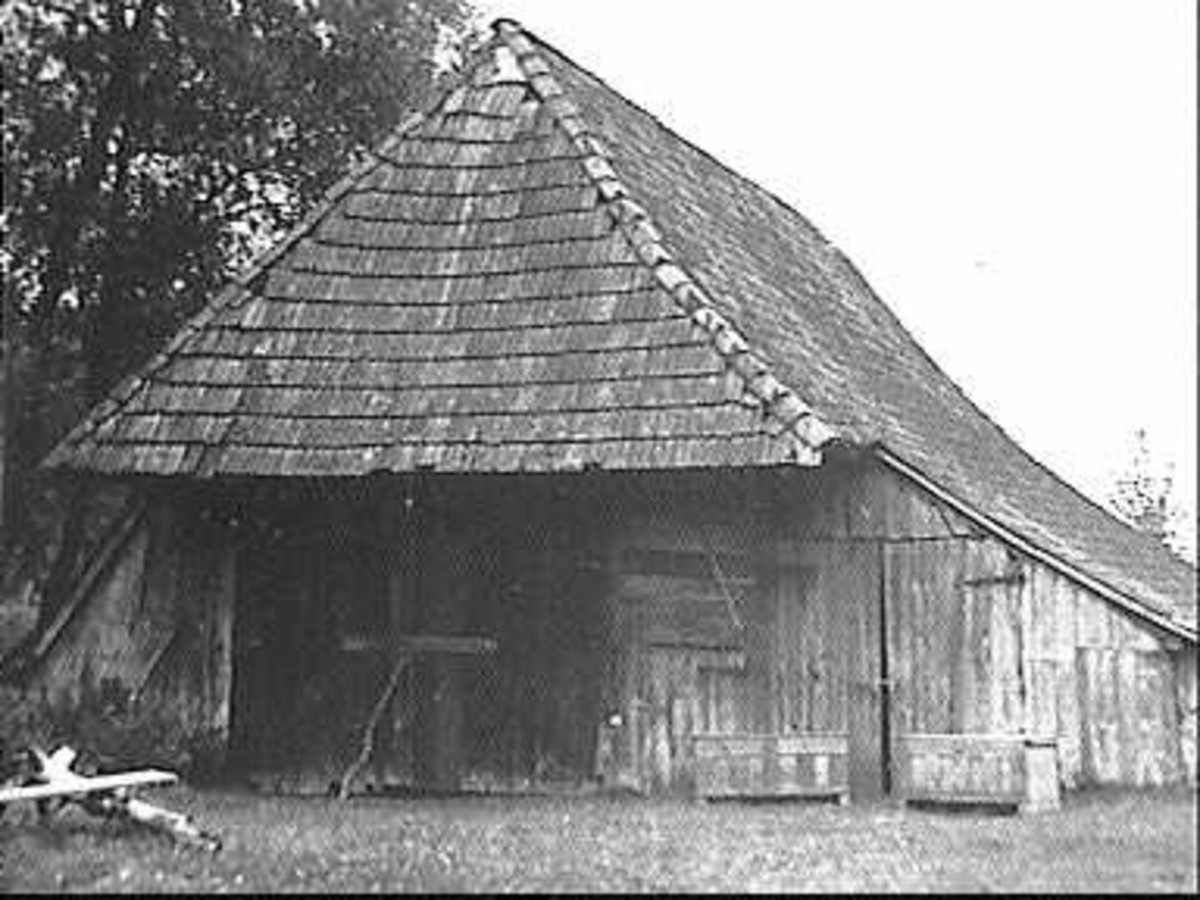
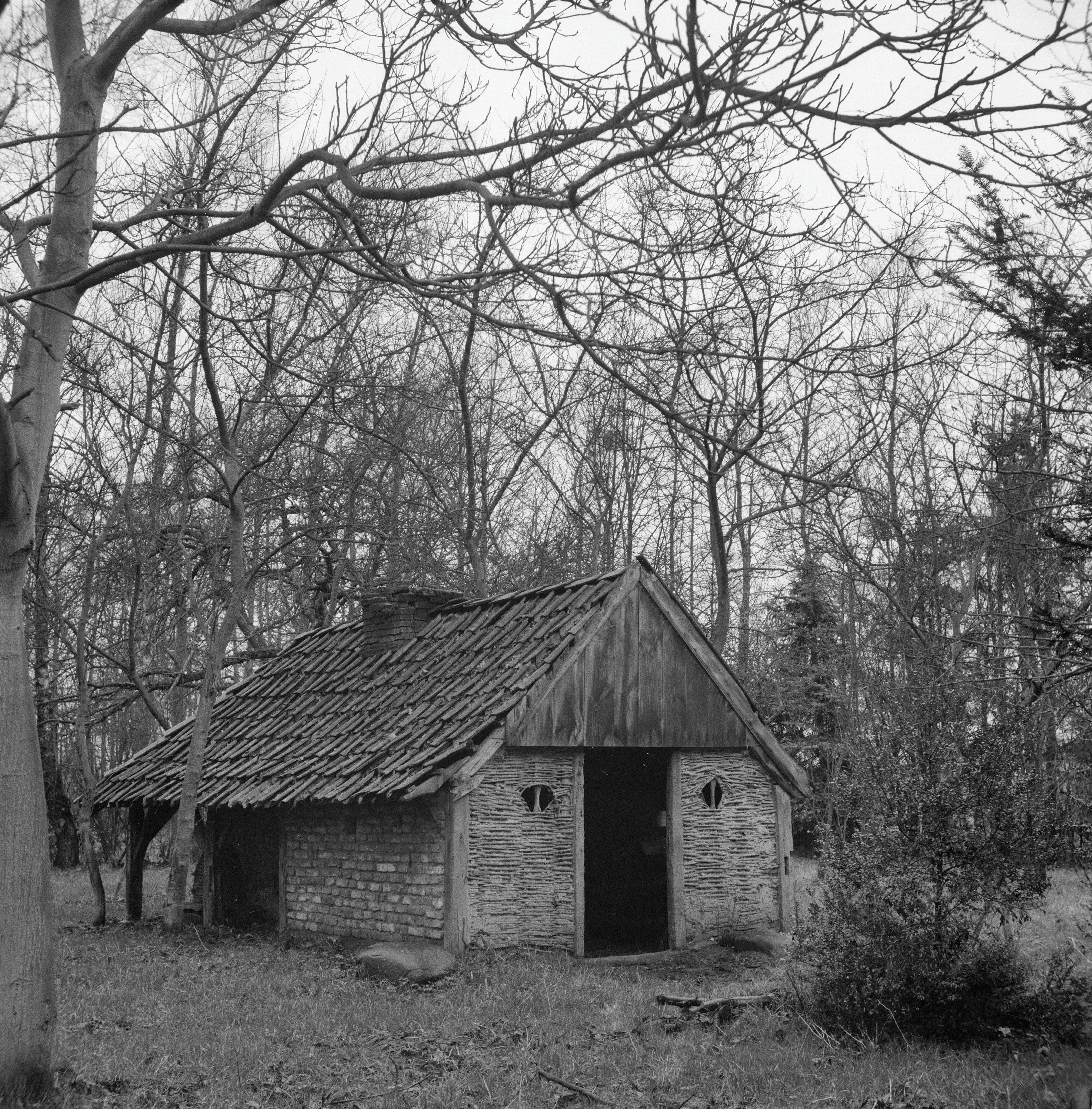
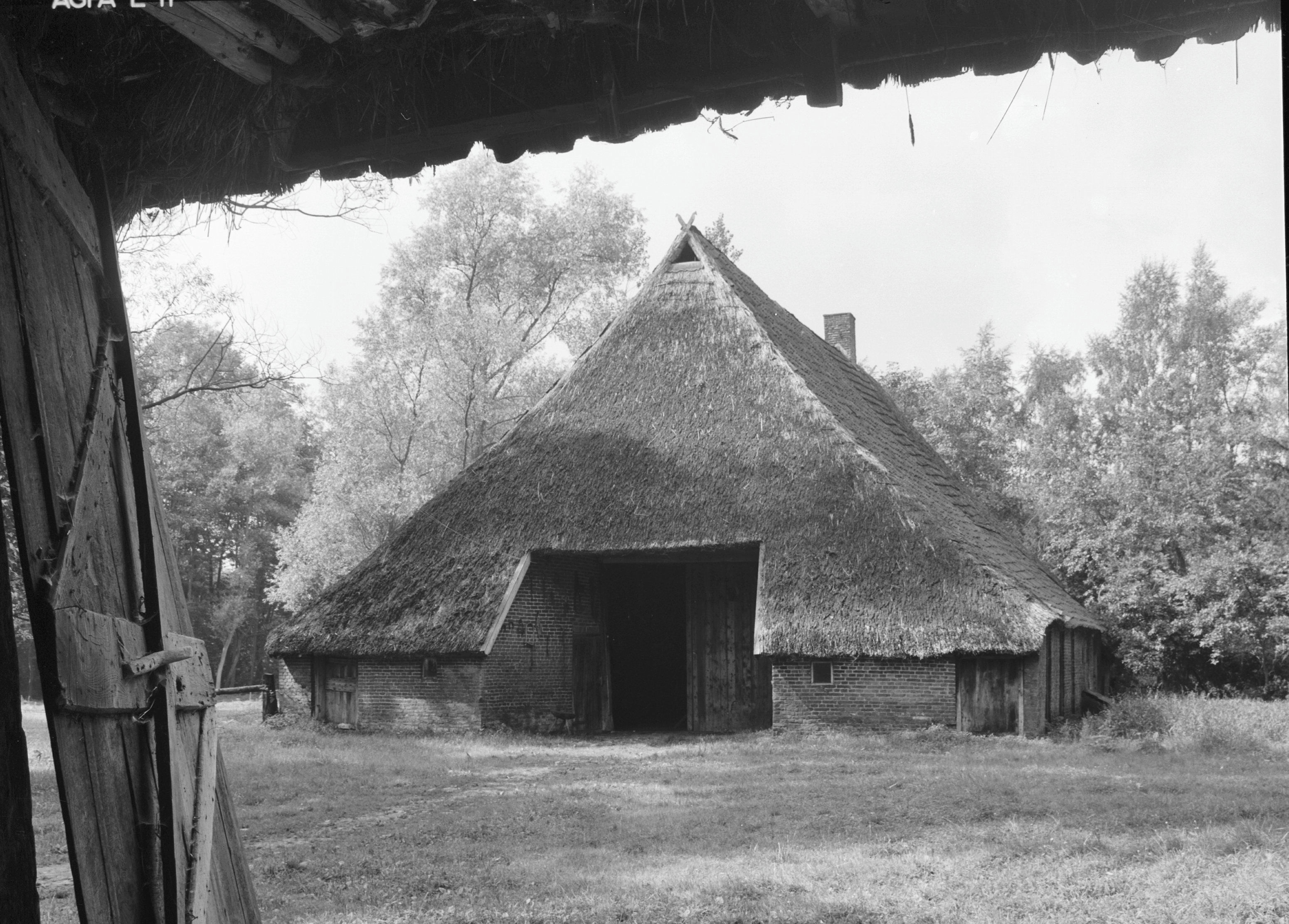